# Travis (гурт)
Travis — шотландський рок-гурт. Був створений 1990 року в Глазго. Гурт випустив сім студійних альбомів: Good Feeling (1997), The Man Who (1999), The Invisible Band (2001), 12 Memories (2003), The Boy With No Name (2007), Ode to J.Smith (2008) та Where You Stand (2013). Назва походить від імені головного героя фільму Париж, Техас режисера Віма Вендерса.

## Склад
- Френсіс Хілі — вокал, соло-гітара / ритм-гітара (1990 — теперішній час)
- Енді Данлоп — соло-гітара / ритм-гітара, банджо, бек-вокал (1990 — теперішній час)
- Дугі Пейн — бас-гітара, бек-вокал (1994 — теперішній час)
- Нейл Прімроуз — ударні (1990 — теперішній час)

### Колишні музиканти
- Кріс Мартін — бас-гітара (1990–1994)
- Джоф Мартін — клавішні (1990–1994)

## Дискографія

### Студійні альбоми
- 1997 — Good Feeling
- 1999 — The Man Who
- 2001 — The Invisible Band
- 2003 — 12 Memories
- 2007 — The Boy With No Name
- 2008 — Ode to J.Smith
- 2013 — Where You Stand
- 2016 — Everything at Once
- 2020 — 10 Songs